# Округ Џексон (Минесота)
Округ Џексон (енгл. Jackson County) је округ у америчкој савезној држави Минесота.

## Демографија
По попису из 2010. године број становника је 10.266, што је 1.002 (-8,9%) становника мање него 2000. године.
| Група             | 2000.          | 2010.         |
| Белци             | 10.839 (96,2%) | 9.701 (94,5%) |
| Афроамериканци    | 10 (0,1%)      | 47 (0,5%)     |
| Азијати           | 155 (1,4%)     | 140 (1,4%)    |
| Хиспаноамериканци | 210 (1,9%)     | 277 (2,7%)    |
| Укупно            | 11.268         | 10.266        |